# 26275 Jefsoulier
26275 Jefsoulier este un asteroid din centura principală de asteroizi.

## Descriere
26275 Jefsoulier este un asteroid din centura principală de asteroizi. A fost descoperit pe 16 septembrie 1998 la Caussols în cadrul programului ODAS. Asteroidul prezintă o orbită caracterizată de o semiaxă mare de 2,53 ua, o excentricitate de 0,11 și o înclinație de 7,1° în raport cu ecliptica.